# Pequeña Nube Estelar de Sagitario
La Pequeña Nube Estelar de Sagitario (también conocida como Delle Caustiche o M24) es una nube estelar en la constelación de Sagitario, aproximadamente a 600 años luz, que fue descubierta por Charles Messier en 1764. Fácilmente observable a simple vista como una pequeña mancha en la gran grieta de la Vía Láctea. Algunos la confunden con el cúmulo abierto NGC 6603, que está incrustado dentro de la nube estelar M24, está nube estelar no se debe confundir con la Gran Nube Estelar de Sagitario situada 10° al sur. Es similar a la nube estelar NGC 206 situada en la galaxia de Andrómeda.
|                                                           |
| M24, Delle Caustiche o pequeña Nube estelar de Sagitario. |

Messier 24 no es un objeto diferenciado de cielo profundo, sino más bien una ventana abierta a través de la Gran Grieta hacia regiones más profundas de la Vía Láctea. Ocupa una sección del cielo significativa, a una distancia de entre 10.000 y 15.000 años luz, incluyendo las estrellas del Brazo Escudo-Centauro, el principal brazo espiral entre la Tierra y el Centro Galáctico. La nube de estrellas es la concentración más densa de estrellas individuales visibles con binoculares, con alrededor de 1.000 estrellas visibles dentro de un solo campo de visión. En los telescopios se ve mejor a bajos aumentos, con un campo de visión de al menos 2 grados. Descrito como "una alfombra virtual de joyas estelares", M24 es visible a simple vista siempre que la Vía Láctea también sea visible.